# Списък на политическите партии в Словакия
Парламентарно представените партии в Словакия са:
| Партия                                   | Места в парламента (2016) | Идеология               |
| ---------------------------------------- | ------------------------- | ----------------------- |
| Посока - социална демокрация             | 49                        | Социалдемокрация        |
| Свобода и солидарност                    | 21                        | Либерализъм             |
| Обикновени хора и независими личности    | 19                        | Консерватизъм           |
| Словашка национална партия               | 15                        | Национализъм            |
| Мост                                     | 15                        | Либерален консерватизъм |
| Котлеба - Народна партия „Наша Словакия“ | 14                        | Национализъм            |
| Семейство сме                            | 11                        |                         |
| Мрежа                                    | 2                         | Консерватизъм           |

Други партии, представени в миналото в парламента
- Консервативни демократи на Словакия
- Народна партия - Движение за демократична Словакия
- Партия на унгарската коалиция
- Словашки демократичен и християнски съюз - Демократическа партия
- Християндемократическо движение